# ماي دي سوزا
ماي دي سوزا (بالإنجليزية: May de Sousa)‏ هي مغنية وممثلة أمريكية، ولدت في 6 نوفمبر 1884، وتوفيت في 8 أغسطس 1948.

## وصلات خارجية
- ماي دي سوزا على موقع قاعدة بيانات برودواي على الإنترنت (الإنجليزية)